# 노동계급

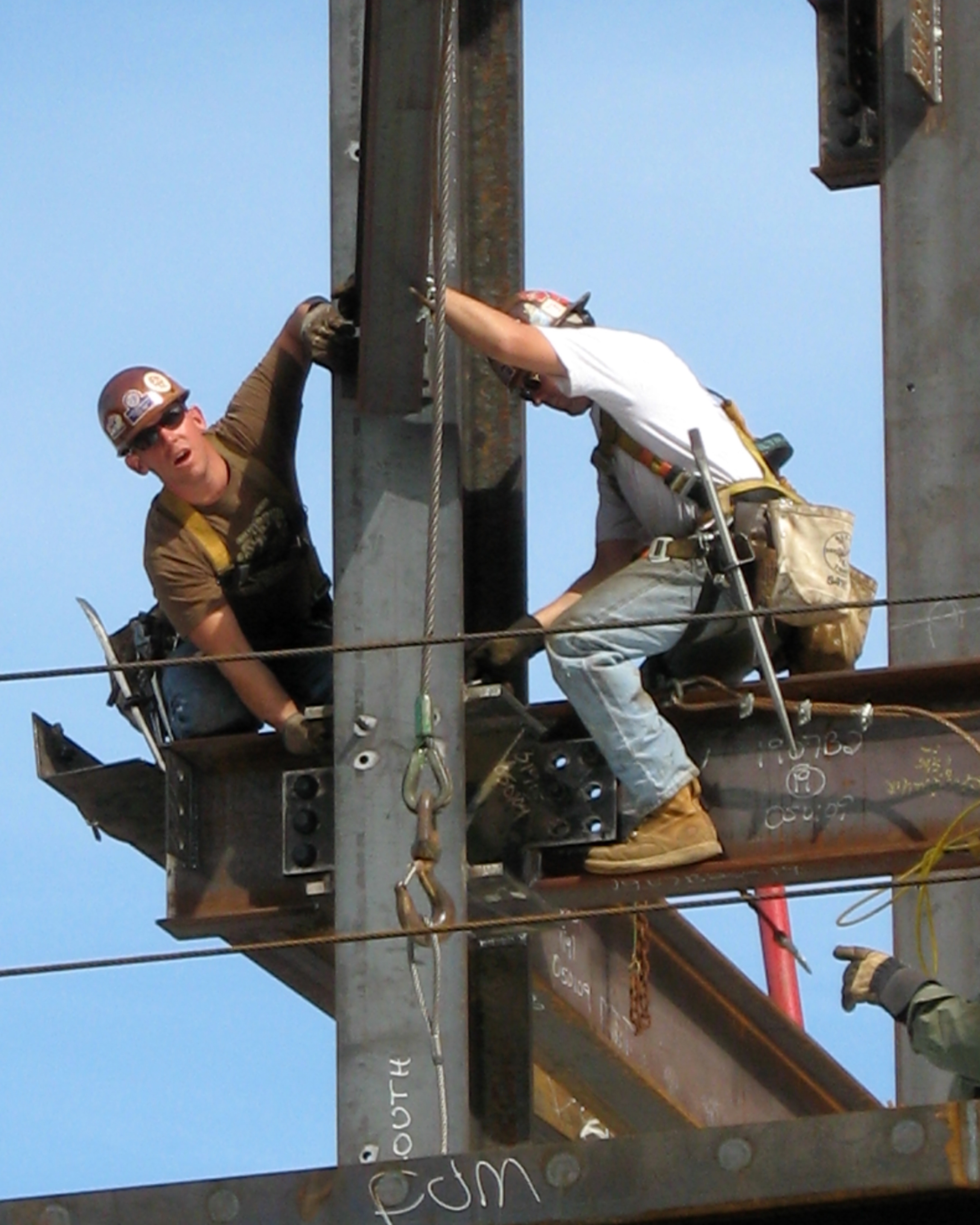

노동계급(勞動階級, 영어: working class)은 특히 육체노동이나 산업노동에서 고용되어 임금을 받아 생활하는 노동자들의 계급을 말한다. 노동자 계급, 근로계급, 프롤레타리아라고도 한다. 노동계급의 직업에는 블루 칼라 직업이 포함되나 화이트 칼라와 서비스업에서 일정한 수의 직업도 포함된다. 노동계급은 임금 노동으로부터 나온 소득에 의존하며, 그 때문에 산업화 경제 내지는 비산업화 경제의 도시 지역 내에서 인구의 대다수를 차지하고, 전세계 농업 노동력의 상당한 수를 차지하기도 한다.
마르크스주의 이론과 사회주의 문학에서 '노동계급'은 '프롤레타리아'라는 용어와 같은 뜻으로 자주 사용되며, 생산 수단을 소유한 이들에게 경제적 가치를 생산해내기 위해서 정신적 또는 육체적 노동을 들이는 모든 이들로 포괄했다. 따라서 임금을 위해서 일하는 지식 노동자와 화이트 칼라 노동자도 포함된다. 임금이 매우 낮아질 수도 있고 실직 상태를 소득세대의 자립 재력 부족과 임금 고용의 부족으로 정의할 수 있기 때문에, 노동계층은 절대극빈층과 실직 계층에도 포함되는데 '룸펜프롤레타리아' (lumpenproletaria)라고 지칭한다.

## 정의
사회계급을 나타내는 많은 용어 중, 노동계급은 정의되어 있으며 여러 다른 방식으로 사용된다. 마르크스주의자들과 사회주의자들이 사용하는 가장 일반적인 정의는 노동계급은 자신들의 노동력과 기술 외에는 판매할 수 있는 것이 아무것도 없는 모든 사람들을 포함한다. 이 측면으로 보면, 오늘날의 노동계급에는 사무직과 생산직, 모든 유형의 육체노동자와 비천한 노동자가 모두 포함된다.
하지만 이를 미국에서 비학술적으로 사용할 때는, 시급을 받는 육체노동을 하는 사회계급만 의미한다. 특히 시간당 임금으로 보상받을 때 더욱 그러하다. 이런 종류의 과학적이지 않고 저널리스트적인 정치 분석이 아닌 과학에서 노동계급은 대학교 학위를 받지 않는 사람들을 의미한다고 볼 수 있다. 그렇기에 노동 계급의 직업은 미숙련 노동자, 장인, 사외 근무자, 공장 노동자, 4가지로 분류할 수 있다.
사회학에서 가끔 사용되는 이에 대한 대안은 소득 수준으로 계급을 나누자는 것이다. 이 방식이 사용되면, 노동계급은 경제 자원, 교육, 문화적 수준, 다른 재화와 서비스에 접근이 다른 방식인 소위 중산층계급과 상반되게 된다. 이 노동계급과 중산층의 차이는 인구가 간단한 생계수단보다 정해진 임금을 가지는가를 기준선으로 나뉜다고 할 수 있다.(예를 들어, 패션 대 오직 영양과 주거를 들 수 있다.)
어떤 연구자들은 노동계급의 지위는 노동계급을 바라보는 개인의 시선에 따라 주관적으로 정의되어야 한다고 주장한다. 이 주관적인 접근은 연구자들보다는 개개인이 그들 자신의 사회적 지위를 결정하는 것을 허용한다고 말할 수 있다.
카를 마르크스는 노동자 계급, 혹은 개개인들로서의 프롤레타리아들은 임금을 위해 자신의 노동력을 팔고, 생산수단을 가지고 있지 않은 사람들로 정의를 내린다. 그는 그들이 사회의 부를 창조한다고 주장했다. 그는 노동계급이 육체적으로 다리를 만들고, 가구를 제조하며, 음식을 기르고, 아이들을 양육하지만 자신들의 토지나 공장들을 가지고 잇지는 않다고 생각했다. 프롤레타리아 중에서 룸펜프롤레타리아(부랑자)는 굉장히 가난하며 구직상태라서 일일 노동자, 집이 없는 자들이 바로 그들이다.
사회주의 선언문에서, 카를 마르크스와 프리드리히 엥겔스는 프롤레타리아의 독재로 자본주의자들의 시스템을 파괴하는 것이 노동계급의 운명이며, 이를 통해서 사회적 관계를 붕괴하고, 계급 시스템의 토대를 바꾸며 소위 개개인의 자유로운 발달이 모두의 자유로운 발달이 되는 사회주의 사회를 발전시켜야 한다고 주장했다. 마르크스의 주장에 있는 노동계급의 지위에 관한 몇 가지 안건에는 :
-일시적, 영구적 실업 상태에 있는 사람들의 계급 상태
-어린이, 전통적인 남자 노동자의 아내(집 밖에서는 임금노동을 하지 않는 자)들과 같은 가정 노동의 계급 상태
-만약 노동 계급이 개인 자산, 주식을 보유하고 있을 때는 어떻게 그들을 분류할 것인가
-소작농, 지방의 빈농, 노동 계급 간의 관계
-노동계급의 지위가 심하게 모순되거나 혼란스러운 계몽주의 사회에서 계급이 없는 사람들과 정치가들은 어느 정도까지 노동계급의 지위를 제거하거나 대체할 수 있는가
이들 중 가능한 답변 :
-실직자들은 프롤레타리아다.
-가정 노동의 계급은 주요 수입자에 의해서 결정된다.
-개인 자산은 사유 재산과는 구별된다. 예를 들어 프롤레타리아가 집을 소유한 것; 그것은 개인 자산이다.
-자영 노동자는 작은 부르주아(예를 들어 높은 임금의 전문직, 운동선수 등), 또는 프롤레타리아 계급(예를 들어 임금이 높지만 불안정한 계약직 등)으로 될 수 있다.
일반적으로 마르크스 언어로, 임금 노동자 또는 복지를 받는 자들은 노동계급이며, 축적된 자본으로 생활하는 자는 아니다. 이 불분명한 이분법은 계급 논란을 가져온다. 특정 그룹, 또는 개인이 언제든지 다른 쪽이 될 수 있기 때문인데, 예를 들어 은퇴한 공장 노동자는 대체적으로 노동계급이다; 하지만 다른 면에서 그들은 수입이 이익인 기업에게 주식을 받는 퇴직 공장 노동자 이율과 같은 고정된 임금으로 그들의 정체성과 정치적 입지는 노동계급이 되지 않을 수 있다. 이런 개인의 삶과 공동체 속에서 발생하는 정체성과 관계는 노동자들이 효과적으로 착취, 불평등, 사람들의 삶을 결정하는 주인의 역할, 노동환경, 정치적 힘에 대해서 단결해서 활동하려는 것을 효과적으로 악화시킨다.

## 역사와 성장

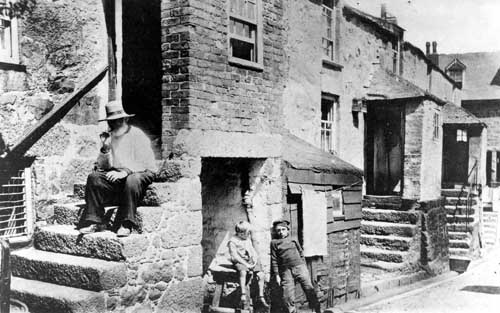
영국 콘월 주 빅토리아 시대 세인트 아이브스 의 노동자 계급 생활

봉건 시대 유럽에서는 거의 모든 사람들이 노동에 참여했고, 그들은 서로 다른 전문성을 띠는 그룹을 만들어 교환하고 노동에 종사했다. 변호사, 장인과 소작인들은 모두 중세 유럽의 제 3신분 중 귀족과 성직자를 제외한 같은 사회적 집단의 부분으로 생각되었다. 비슷한 계급제가 유럽 밖 산업화되기 전 사회에서 존재했었다. 이런 노동자 계급의 사회적 지위는 자연법과 종교적 믿음으로 정해졌다고 생각되었다. 이러한 사회적 지위는 특히 소작인들로 인해서 투쟁되었고 이 예로 독일 농민 전쟁 등을 볼 수 있다.
18세기 후반, 계몽주의 사상의 영향으로 유럽 사회는 변화를 겪었고, 이 변화는 신이 지정한 바뀌지 않는 신분제에 대한 생각과 반대되었다. 이런 사회의 부유층들은 노동자 계급의 도덕과 윤리에 대한 여러 문제(과도한 알코올 섭취, 심한 게으름, 저축에 대한 무지)를 비난하는 새로운 사회 이데올로기를 만들었다. 에드워드 파머 톰슨의 ‘영구 노동계급의 형성’에서는 영국 노동계급이 그들 스스로 만든 창조물에 참여했고, 구시대의 노동계급이 현대적이고 정치적 식견을 갖춘 노동계급으로의 변화를 나타내기 위해서 노력했다고 나와 있다.
1920년대 초반, 수많은 나라들이 외관상으로는 노동자들을 위해서 통치하는 것으로 변화했다. 어떤 역사학자들은 공산주의 사회에서의 핵심 변화는 행정상으로 소작농과 촌락 노동자들을 강제로 분리시키는 것에 영향을 받은 새로운 유형의 대형 프롤레타리아 사상이라고 주장했다. 이 때부터, 4개의 거대 산업국(중국, 라오스, 베트남, 쿠바)는 반 시장 경제 기반 통치로 바뀌기 시작했고, 한 곳(북한)은 내부적으로 가난과 잔인한 상황의 순환이 증가했다. 이와 유사한 종류의 다른 곳들(소비에트 연방 등)은 붕괴되거나, 다시는 특정 수준의 산업화, 다수의 노동계급에 도달하지 못하였다.
1960년부터, 대규모의 프롤레타리아와 서민계급의 엔클로저가 제 3세계에서 나타나게 되면서 새로운 노동계급을 만들었다. 또한 인도와 같은 도시들은 점진적으로 도시 노동 계급의 규모가 증가하는 사회적 변화를 겪고 있다.

## 마르크스주의 정의: 프롤레타리아트

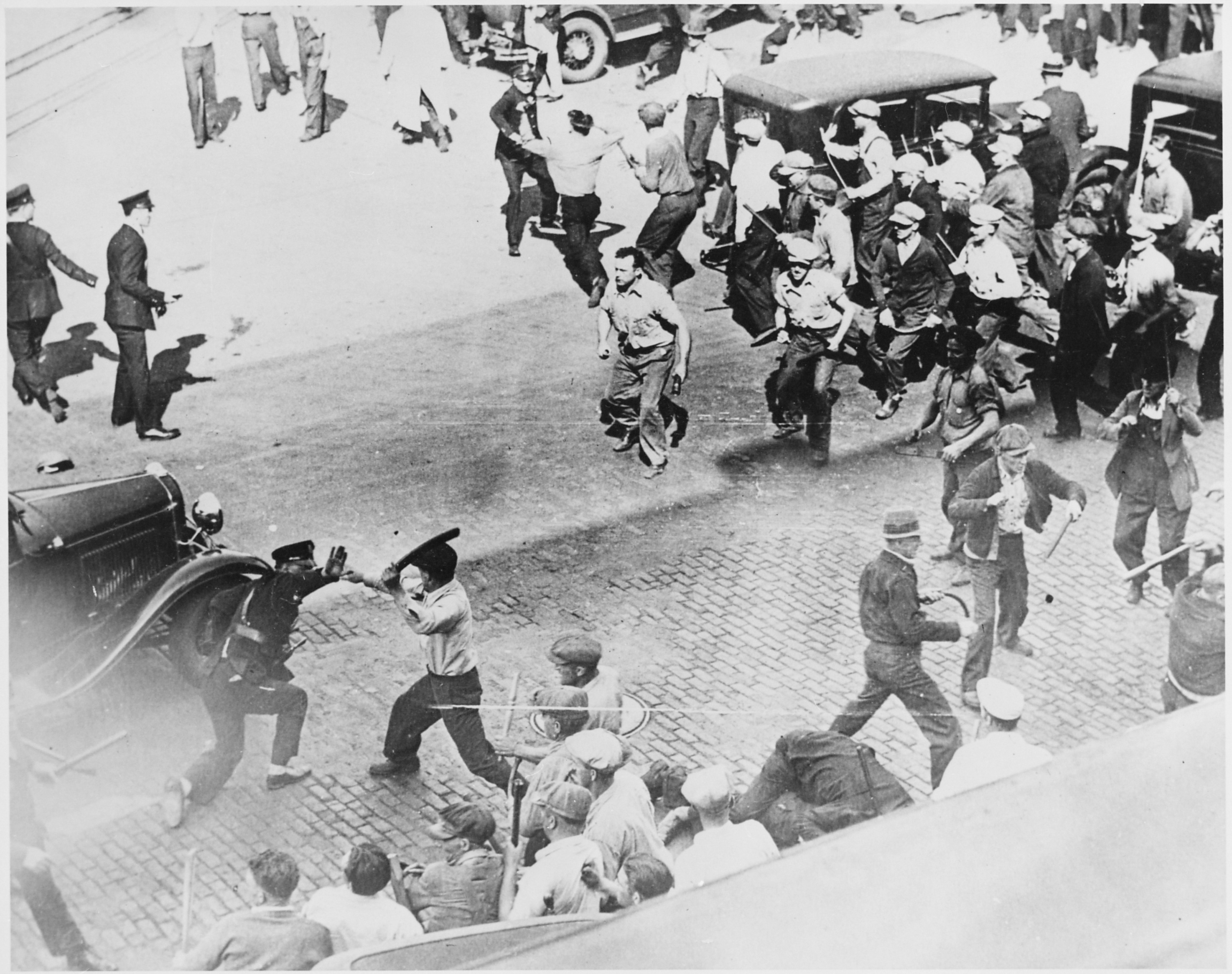
1934년 6월 미네소타 주 미니애폴리스 거리에서 경찰과 싸우는 파업 팀스터들

칼 마르크스는 노동계급 또는 프롤레타리아를 임금을 위해 자신의 노동력을 팔고 생산 수단을 소유하지 않는 개인으로 정의했다. 그는 그들이 사회의 부를 창출하는 데 책임이 있다고 주장했다. 그는 노동계급이 물리적으로 다리를 건설하고, 가구를 만들고, 식량을 재배하고, 아이들을 돌보지만 토지나 공장을 소유하지는 않는다고 주장했다.
마르크는 프롤레타리아의 하위 부문을 구성하는 일용직 노동자, 노숙자들이 계급의식이 결여돼 있다고 여겼다.
공산주의 선언 에서 칼 마르크스와 프리드리히 엥겔스는 자본주의 체제를 프롤레타리아 독재 ("부르주아지 독재와 반대되는 다수의 지배 )로 대체하는 것이 노동계급의 운명이라고 주장했다. 계급 제도를 뒷받침하는 사회적 관계를 폐지하고 "각자의 자유로운 발전이 모든 사람의 자유로운 발전의 조건"인 미래 공산주의 사회로 발전한다. 일반적으로 마르크스주의 용어로 보면 임금노동자와 복지국가에 의존하는 사람들은 노동계급이고, 축적된 자본 으로 살아가는 사람들은 그렇지 않다. 이 광범위한 이분법은 계급투쟁을 정의한다. 다양한 그룹과 개인이 언제든지 한쪽에 있을 수도 있고 다른쪽에 있을 수도 있다. 개인의 삶과 공동체 내에서 그러한 이해관계와 정체성의 모순은 노동계급이 착취, 불평등, 그리고 사람들의 삶의 기회, 노동 조건, 정치적 권력을 결정하는 데 있어 소유권 의 역할을 줄이기 위해 연대하여 행동하는 능력 을 효과적으로 약화시킬 수 있다.

## 비공식 노동계급

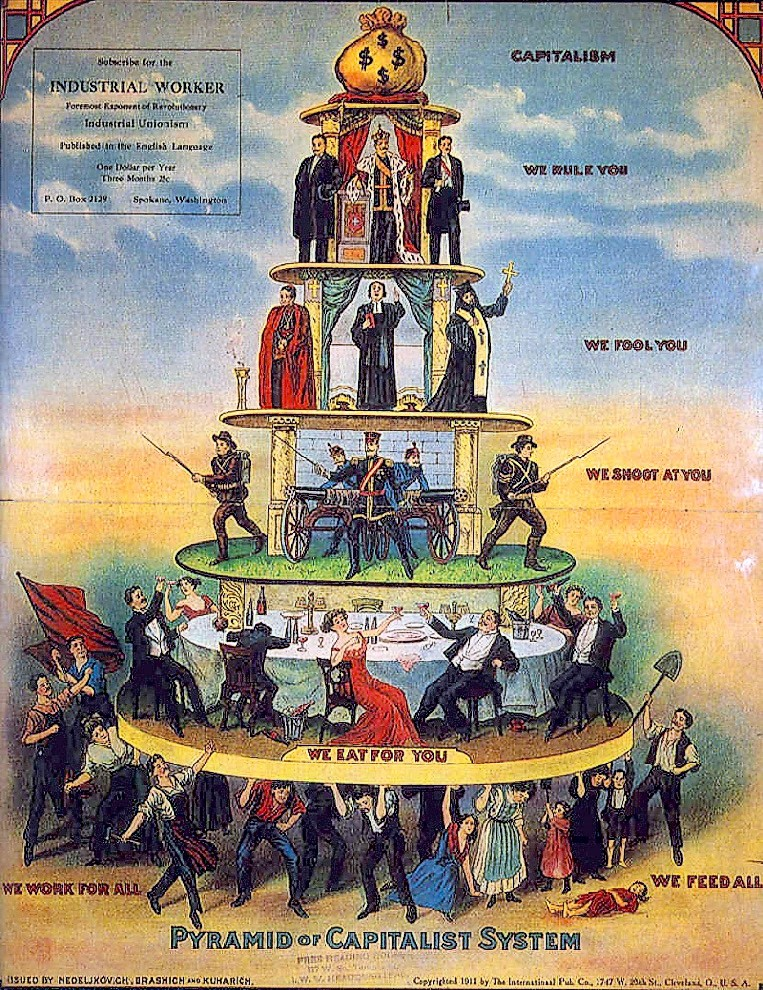
계급사회 에 대한 공산주의적 개념. 이 그림은 1900/01년 "러시아 사회주의자 연합"의 전단지를 기반으로 한 것이다.

비공식 노동계급은 공식적으로 세계 경제 와 전혀 연결되지 않고 주로 빈민가 에서 생존하려고 노력하는 10억 명이 넘는 주로 도시의 젊은 사람들을 지칭하기 위해 마이크 데이비스 가 만든 사회학적 용어이다. 데이비스에 따르면 이 계급은 더 이상 마르크스, 막스 베버 또는 현대화 이론 의 사회이론적 계급 개념과 일치하지 않는다. 이후 이 강은 1960년대부터 전 세계적으로, 특히 남반구에서 발전했다. 1920년대와 1930년대의 룸펜 프롤레타리아 계급에 대한 이전 개념이나 "희망의 빈민가"라는 개념과 달리 이 계급의 구성원에게는 공식적인 경제 구조에 참여할 기회가 거의 주어지지 않는다.

## 고등교육
Diane Reay는 노동계급 학생들이 고등교육, 특히 연구 중심 대학으로 진학하는 동안 직면할 수 있는 어려움을 강조한다. 한 가지 요인은 대학 커뮤니티가 주로 중산층 사회 공간으로 인식되어 사회 규범의 계층 차이와 학계 탐색 지식으로 인해 타자감을 조성한다는 점일 수 있다.

## 노동자

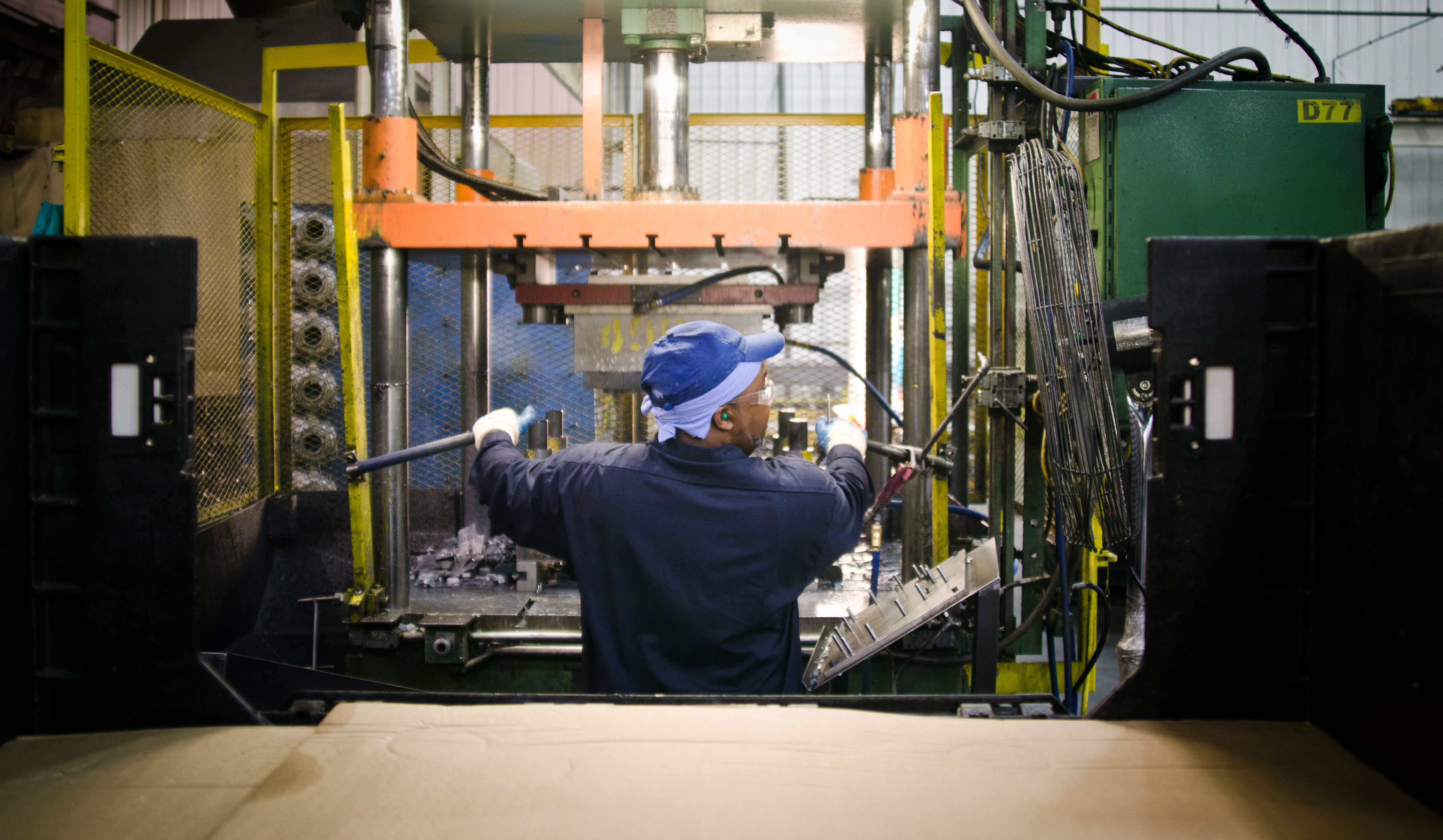
공장에서 일하는 노동자

노동자는  건설 및 공장 산업에서 육체 노동 유형 으로 일하는 숙련된 무역인이다. 노동자는 상당한 물질적 가치를 소유하는 것이 노동뿐인 임금 노동자 계급에 속한다. 노동자를 고용하는 산업에는 도로, 도로 포장, 건물, 교량, 터널, 토목 및 산업 파이프라인, 철도 선로 등의 건축 공사가 포함된다. 노동자는 폭파 도구, 수공구 , 전동 공구 , 공기 도구 및 소형 중장비를 다루며 운영자 또는 시멘트 석공과 같은 다른 직업의 보조자 역할도 한다. 기원전 1세기 엔지니어 비트 루비우스(Vitruvius)는 훌륭한 노동자 집단이 건설의 다른 측면만큼 가치 있다고 썼다. 공압 장치를 추가한 것 외에 작업자 관행은 거의 변하지 않았다. 현장기술의 도입으로 노동자들은 노동자의 노동력으로서 이 기술의 사용에 빠르게 적응하게 되었다.

## 같이 보기
- 수습생
- 중산계급화
- 세계화
- 산업 소설
- 지식 노동자
- 노동운동
- 생활임금과 최저임금
- 프롤레타리아 문학
- 프롤레타리아 소설
- 사회 계층
  - 블루 칼라와 화이트 칼라
  - 부르주아 (유산계급)
  - 허위의식
  - 하류중산층
  - 중산층
  - 프롤레타리아화
  - 프롤레타리아
  - 지배계급
  - 산업예비군
  - 하류계급 (룸펜프롤레타리아)
  - 상류중산층
  - 상류층
  - 노동 빈곤층
- 사회 이동
- 노동조합
- 무임금 노동
- 직업 교육
- 임금 노예
- 노동계급 문화

## 참조
- Ford, Glen (February 2015). Capitalism's War on Democracy 보관됨 2015-05-06 - 웨이백 머신. "Black Agenda Report's Glen Ford says capitalism's greatest foes are an organized and united working class." The real news network
- Blackledge, Paul (2011). “Why workers can change the world”. 《Socialist Review 364》 (London). 2011년 12월 10일에 원본 문서에서 보존된 문서. 2015년 2월 25일에 확인함.
- Engels, Friedrich, Condition of the Working Class in England [in 1844], Stanford University Press (1968), trade paperback, ISBN 0-8047-0634-4Numerous other editions exist; first published in German in 1845. Better editions include a preface written by Engels in 1892.
- Ernest Mandel, Workers under Neo-capitalism
- Moran, W. (2002). Belles of New England: The women of the textile mills and the families whose wealth they wove. New York: St Martin's Press, ISBN 0-312-30183-9.
- Rose, Jonathan, The Intellectual Life of the British Working Classes. New Haven and London: Yale University Press, 2001.
- Rubin, Lillian Breslow, Worlds of Pain: Life in the Working Class Family, Basic Books (1976), hardcover ISBN 0-465-09245-4; trade paperback, 268 pages, ISBN 0-465-09724-3
- Shipler, David K., The Working Poor: Invisible in America, Knopf (2004), hardcover, 322 pages, ISBN 0-375-40890-8
- Skeggs, Beverley. Class, Self, Culture, Routledge, (2004),
- Thompson, E.P, The Making of the English Working Class - paperback Penguin, ISBN 0-14-013603-7
- Zweig, Michael, Working Class Majority: America's Best Kept Secret, Cornell University Press (2001), trade paperback, 198 pages, ISBN 0-8014-8727-7